# Computer Chronicles
Computer Chronicles war eine US-amerikanische Fernsehserie, die über die Fortschritte von Personal Computern sowie über Software-Neuheiten für den Geschäfts- und Privatbereich während der 1980er- und 90er-Jahre berichtete. Hauptmoderator war Stewart Cheifet, der in den ersten Jahren Unterstützung von seinem Co-Moderator Gary Kildall bekam, dem Schöpfer des Betriebssystems CP/M und Gründer sowie CEO des Software-Unternehmens Digital Research. Über 300 Fernsehsender in den USA und mehr als 100 weiteren Ländern weltweit strahlten die Sendung von 1983 bis 2002, mit Übersetzungen ins Französische, Spanische, Chinesische und Arabische, aus. Wöchentlich sahen rund 2 Millionen Zuschauer die Sendung.
Die Sendung wurde für ihren fachlich kompetenten Journalismus anerkannt. Sie gewann verschiedene journalistische Auszeichnungen, darunter mehr als ein Dutzend Preise der Computer Press Association. Computer Chronicles hatte seinen Sitz im Silicon-Valley-Gebiet in Kalifornien.
Teile des Sendematerials wurde an Unternehmen und Bildungseinrichtungen zum Zweck der Computerweiterbildung vertrieben. Große Verlagshäuser verkauften auch Programmausschnitte zusammen mit Büchern. Zwischenzeitlich sind alle Sendungen der Computer Chronicles auch im Internet Archive und auf YouTube abrufbar.

## Inhalte
Die Sendung stellte Entwicklungen in der Geschichte der Personal Computer vor. Im Bereich der Hardware berichtete die Sendung, auch wiederkehrend, über Festplatten, Grafikkarten (2D bis 3D), Bussysteme, Prozessoren, Spielekonsolen, Bildschirme, Betriebssysteme. Außerdem berichtete die Sendung über Software für Privat- und Geschäftsanwender, Spiele, Simulationen und kreative Anwendungen, sowie über Heimcomputer wie Commodore Amiga, Commodore C64, Commodore C128, ATARI ST, oder auch historische Entwicklungen seit frühen Computern wie den TX-0 oder, im Heimanwenderbereich, den TRS-80. Zur Sendung wurden fast immer Gäste eingeladen, die zu ihren Fachgebieten von den Moderatoren befragt wurden. Unter anderem waren dabei Alan Shugart (Seagate), Adam Osborne (Osborne Computer Corporation), Jack Tramiel (Commodore Business Machines International und später Atari) und viele mehr. In der Sendung wurden die Themen nicht nur besprochen, sondern sehr oft auch am direkten Beispiel gezeigt.
Historisch bemerkenswert ist beispielsweise das Gespräch mit Alan Shugart in der Folge Storage Devices von 1984. Shugart wurde gefragt, was die nächste technologische Stufe bei den Festplatten sei (damals aktuelle Kapazitäten lagen bei 5 bis 10 Megabyte). Er antwortet mit Perpendicular Recording und erklärte auch, wie dieses funktioniert. Perpendicular Recording ist heute der aktuelle Stand der (Magnet-)Festplattentechnik.